# Пискупат
Пискупат (на албански: Piscupat) е село в Албания, в община Поградец, област Корча.

## География
Селото е разположено на 13 километра северно от Поградец, на западния бряг на Охридското езеро, южно от Линския полуостров. Селото се намира на 675 m надморска височина.

## История
Според Васил Кънчов („Македония. Етнография и статистика“) в XIX век Пискупати е албанско мюсюлманско село в Старовска каза на Османската империя.
На Етнографската карта на Битолския вилает на Картографския институт в София от 1901 година Пископат е чисто албанско мюсюлманско село в Старовската каза на Корчанския санджак с 6 къщи.
До 2015 година селото е част от община Одунища.